# Sinan Erdem Dome
Le Sinan Erdem Dome (turc : Sinan Erdem Spor Salonu) est une salle couverte situé à Istanbul, en Turquie. Cette salle a accueilli la phase finale du Championnat du monde de basket-ball masculin 2010 ainsi que l'EuroCup 1 de basket-ball en fauteuil roulant 2012.

## Événements
- Championnat du monde de basket-ball masculin 2010
- Masters de tennis féminin (TEB BNP Paribas WTA Championships), 2011 à 2013
- Final Four de l'Euroligue de basket-ball 2011-2012, 11 et 13 mai 2012
- Championnats du monde de natation en petit bassin 2012, 12 au 16 décembre 2012

## Galerie

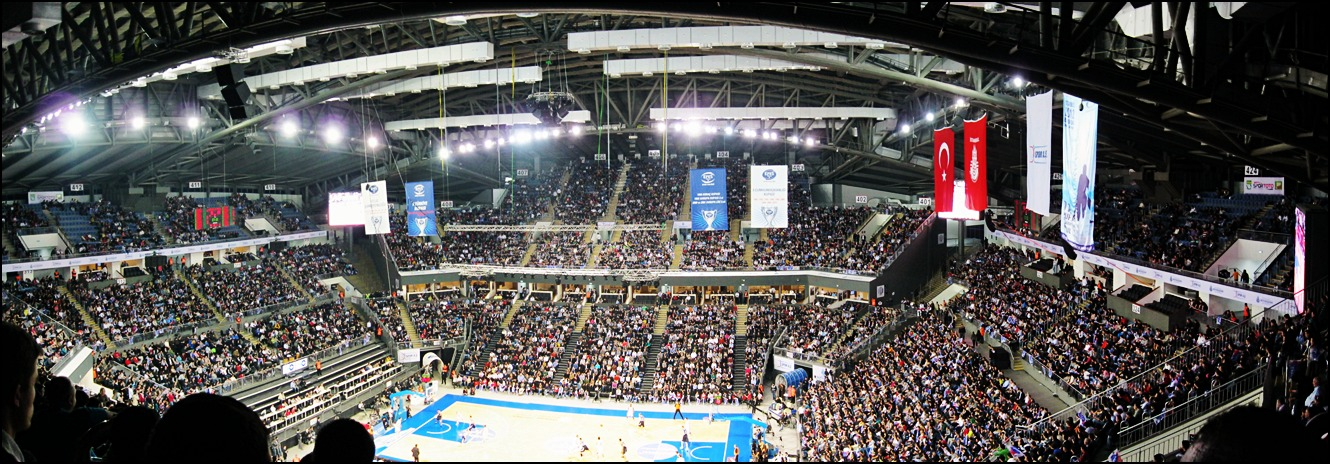
Un panorama du Sinan Erdem Sports Hall, le 17 février 2011, lors de la rencontre entre l'Anadolu Efes et le Real Madrid.

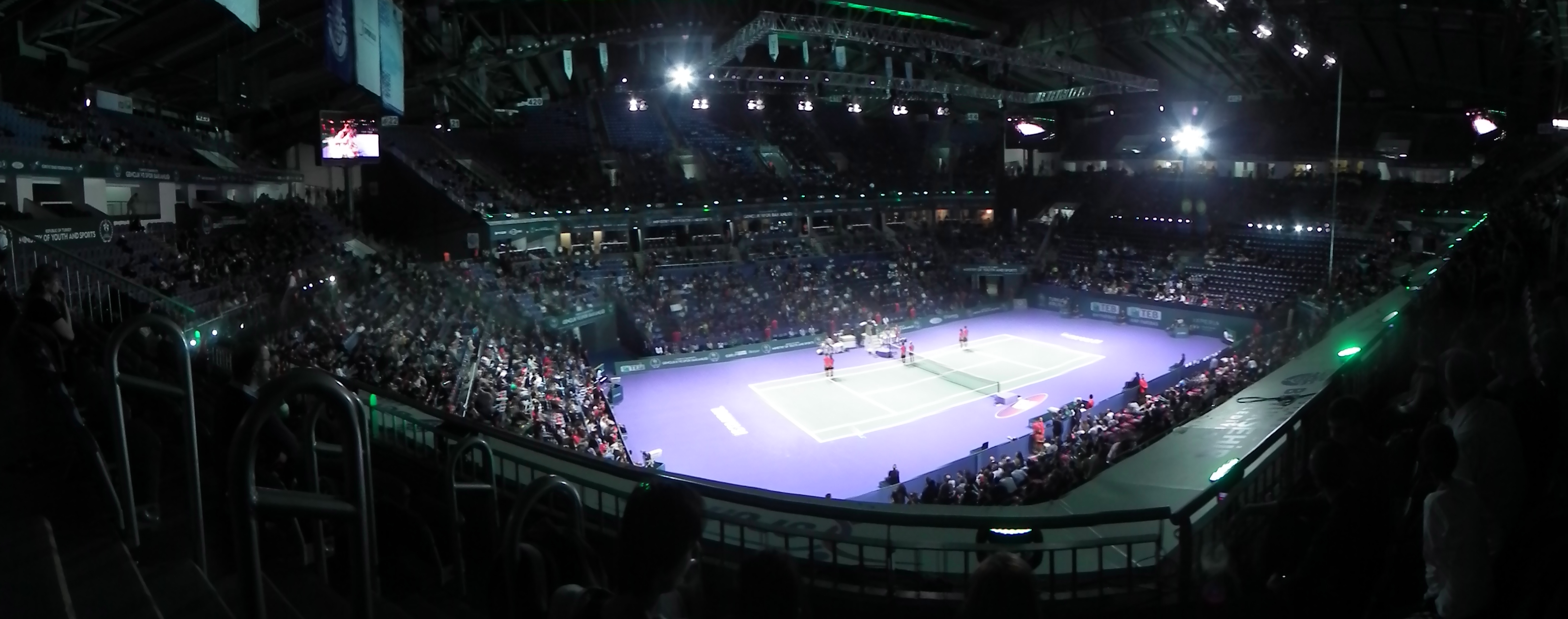
WTA Istanbul 2011